# Newton (Illinois)
Newton je grad u američkoj saveznoj državi Ilinois. Prema popisu stanovništva iz 2010. u njemu je živjelo 2.849 stanovnika.